# Seneka starejši
Márk Lúcij Anêj Séneka (latinsko Marcus Lucius Annaeus Seneca), tudi znan kot Seneka starejši ali Seneka Retor, rimski učitelj govorništva in pisatelj, * okoli 54 pr. n. št., Kordova, † 39, Rim.

## Življenjepis
Rodil se je v premožni rimski konjeniški (equites, ordo equester) družini v Cordobi v Hispaniji (danes Španija). Med študijem za odvetniški poklic je dva krat za dlje časa bival v Rimu, kjer je poslušal predavanja znanih govornikov in učiteljev govorništva. Ideal govornika mu je bil Cicero.
Za časa državljanskih vojn v rimski republiki je verjetno kot večina njegovih rojakov simpatiziral s Pompejem (Pompeja sta odkrito podpirala njegov sin Seneka mlajši ter njegov vnuk Lukan). Z ženo Helvijo je imel tri sinove, in sicer Lucija Aneja Novata (posvojil ga je prijatelj njegovega očeta, Lucij Junij Gallio, zato je ime spremenil v Lucij Junij Anej Gallio), Lucija Aneja Seneko ter Aneja Melo (oče pesnika Marka Aneja Lukana).

## Delο
Razmeroma pozno je (baje na nagovor svojih sinov) po spominu napisal zbirko raznih šolskh govorniških tem in njihovo obravnavo pri grških in rimskih govornikih. Tako je nastalo delo Controversiae (Spori). Delo vsebuje izmišljene pravne primere, kjer je najprej obdelanih 74 tem, k vsaki pa je podano mnenje retorjev z različnih stališč, nato sledi njihova razdelitev (divisio) primera v posamezna pravna vprašanja, na koncu pa še načini, kako črno prikazati za belo in kako zmanjšati pomembnost krivičnosti (colores). Seneka starejši naj bi bil po pisanju Seneke mlajšega (De vita patris) tudi avtor izgubljenega zgodovinskega spisa, ki je obravnaval sodobno rimsko zgodovino.
Za govorniške spise so v srednjem veku zmotno verjeli, da pripadajo mlajšemu Seneki, a sta Rafael iz Volterre in Justus Lipsius dokazala nasprotno.
1. 1 2 3  Любкер Ф. Seneca // Реальный словарь классических древностей по Любкеру — Sankt Peterburg.: Общество классической филологии и педагогики, 1885. — С. 1232-1234.